# Crespos (kommun i Spanien, Kastilien och Leon, Provincia de Ávila, lat 40,86, long -4,97)
Crespos är en kommun i Spanien.   Den ligger i provinsen Provincia de Ávila och regionen Kastilien och Leon, i den centrala delen av landet, 120 km väster om huvudstaden Madrid. Antalet invånare är 535. Arean är 31 kvadratkilometer.
Terrängen i Crespos är platt.